# Liberdade Assistida
A Liberdade Assistida (LA) é uma das medidas socioeducativas previstas na Lei 8069/1990, o Estatuto da Criança e do Adolescente (ECA), e é destinada aos adolescentes que cometeram algum tipo de ato infracional. Está lei não contém uma definição precisa acerca desta medida, de modo que já introduz o assunto abordando sua finalidade e aplicação. Nos termos do próprio estatuto, "a liberdade assistida será adotada sempre que se afigurar a medida mais adequada para o fim de acompanhar, auxiliar e orientar o adolescente". (Art. 118)

## Histórico
Em termos históricos, a liberdade assistida tem suas origens mais remotas em dispositivos anteriores, com nomenclaturas diferentes da atual. O primeiro dispositivo jurídico em meio aberto destinado a menores (tal como eram chamados) surgiu em 1921, presente na Lei nº
4242, e era denominado "livramento condicional". A referência ao livramento condicional nesta Lei aparece no art. 3º, do § 33 ao § 36. Desta lei até o surgimento do primeiro Código de Menores, em 1927, um conjunto de outras leis que também tratavam deste assunto foram promulgadas (cf. ORTEGAL, 2011).
No Código de Menores, em 1927, é apresentado um protótipo do que veio a ser a liberdade assistida. Trata-se da medida de 'liberdade vigiada'.
De acordo com Ortegal (2011), durante os 52 anos de vigência do Código de Menores, outras legislações também trataram da liberdade vigiada. O
pesquisador resgata e analisa este histórico, e aponta para a promulgação do Código de Menores de 1979, legislação na qual a expressão "liberdade assistida" figura pela primeira vez.
Segundo Ortegal (2011): "Apesar da mudança na nomenclatura e na infinidade de objetivos, a medida de liberdade assistida perdeu espaço e visibilidade na mudança do Código de 1927 para o Código de 1979, retrocedendo em termos de estrutura teórica e legal". Somente com a promulgação do Estatuto da Criança e do Adolescente é que a liberdade assistida surge sob a denominação de medida socioeducativa.